# Міхайло Черпкало
Міхайло Черпкало (9 червня 1999) — боснійський плавець.
Учасник Олімпійських Ігор 2016 року.